# Schmerber
Le schmerber est une unité de mesure de l’imperméabilité d’un textile qui doit son nom à l'industriel du textile Charles-Édouard Schmerber (1894-1958) qui l'a définie et a créé les outils pour la mesurer. Aujourd'hui, elle est définie dans la norme EN 20811 et la norme ISO 811 :
1 schmerber = 1 mm colonne d'eau = 10 Pa = 0,1 mbar.
Sous la pluie, la pression exercée par l’eau sur un vêtement peut atteindre des valeurs allant de 13 000 à 20 000 Pa (0,13 à 0,20 bar).
Pour rester dans le domaine textile, cela correspond donc à une pression de 1 300 à 2 000 schmerbers.